# 玉村站
玉村站是一个京广铁路上的铁路车站，位于河北省石家庄市裕华区西里乡玉村，建于1980年，邮政编码为050003。目前不办理客、货运营业；玉村站是京广铁路与石太铁路联络线上的会让站；是石家庄铁路枢纽的组成部分之一。